# Bisdom Bellary
Het bisdom Bellary (Latijn: Dioecesis Bellaryensis) is een rooms-katholiek bisdom met als zetel Bellary, in India. Het bisdom is suffragaan aan het aartsbisdom Bangalore. 

## Geschiedenis
Het bisdom werd opgericht op 15 juni 1928, als de missio sui iuris Bellary, uit delen van het bisdom Hyderabad en het aartsbisdom Madras. Op 10 maart 1949 werd het verheven tot bisdom, en werd suffragaan aan het aartsbisdom Madras-Mylapore. Op 19 september 1953 veranderde het van kerkprovincie en werd suffragaan aan het aartsbisdom Bangalore. 

## Parochies
Het bisdom had in 2022 een oppervlakte van 23.002 km2 en telde 6.825.835 inwoners waarvan 0,5% rooms-katholiek was.

## Ordinarii

### Superiors
- Ernesto Reilly (1928 - 1934)

### Bisschoppen
- John Forest Hogan (20 augustus 1934 - 23 september 1962)
- Ambrose Papaiah Yeddanapalli (10 december 1963 - 6 oktober 1992)
- Joseph D’Silva (6 oktober 1992 - 17 november 2006)
- Henry D’Souza (15 maart 2008 - heden)

Bangalore (aartsbisdom) · Belgaum · Bellary · Chikmagalur · Gulbarga · Karwar · Mangalore · Mysore · Shimoga · Udupi